# Ceprostrada
 Ceprostrada – nazwa żółtego szlaku z Morskiego Oka na Szpiglasową Przełęcz. Prowadził on niegdyś inną drogą, lecz w 1937 roku PZN stworzył nowy wariant szlaku w związku z budową kolei linowej na Kasprowy Wierch. Użyto wielkich głazów tworzących wygodny i szeroki chodnik. Budowa spowodowała znaczne szkody przyrodnicze w otoczeniu szlaku. Nazwa ceprostrada pochodzi od słów ceper (turysta w Tatrach) i autostrada, jako że powszechnie się uważa, że każdy turysta może go bez problemów przejść. Według pierwotnych założeń, ceprostrada miała prowadzić dalej, poprzez Szpiglasowy Wierch, Liptowskie Mury i Gładką Przełęcz, aż do Kasprowego Wierchu, jednak ze względu na protest władz czechosłowackich, ostatecznie powstał jedynie obecnie istniejący odcinek.
Przy Ceprostradzie, na wysokości ok. 1900 m n.p.m. stwierdzono występowanie paproci rozrzutka alpejska, gatunku bardzo rzadkiego, w Polsce występującego zaledwie na kilku stanowiskach w Sudetach i Tatrach.
Czas przejścia: od Schroniska PTTK przy Morskim Oku do Szpiglasowej Przełęczy 120 minut, z powrotem 90 minut. Po drugiej stronie przełęczy szlak żółty obniża się w Dolinę Pięciu Stawów Polskich pod nazwą Szpiglasowych Perci. Z samej przełęczy istnieje krótkie odbicie na Szpiglasowy Wierch, również znakowane na żółto.

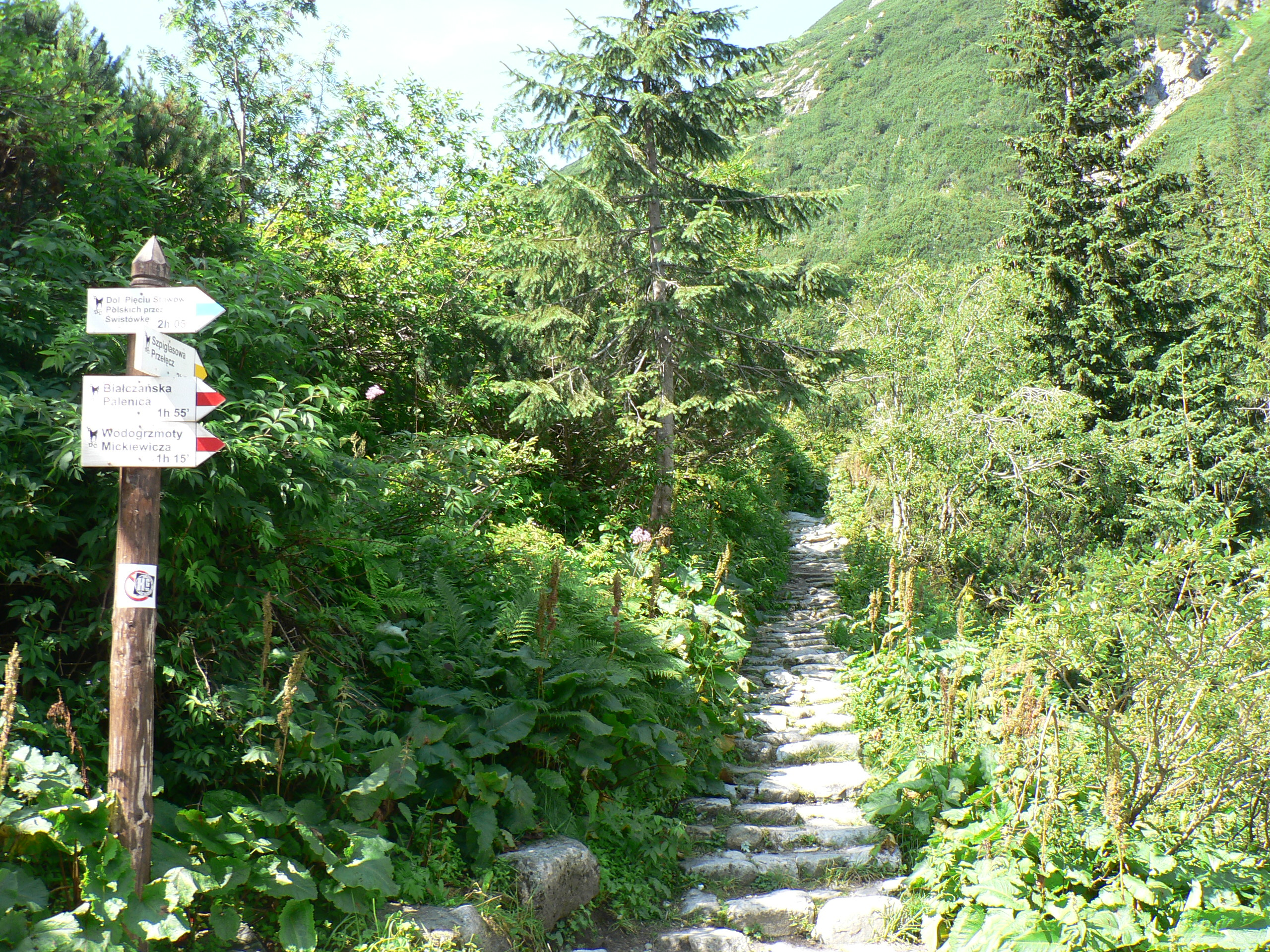
Początek szlaku nad Morskim Okiem